# David Leisure
David Leisure est un acteur américain né le 16 novembre 1950 à San Diego, en Californie (États-Unis).

## Filmographie

### Cinéma
- 1980 : Y a-t-il un pilote dans l'avion ? : First Krishna
- 1982 : Y a-t-il enfin un pilote dans l'avion ? : Religious Zealot
- 1986 : Say Yes : Police Sergeant
- 1988 : You Can't Hurry Love de Richard Martini (en) : Peter Newcomb
- 1995 : La Tribu Brady : Jason
- 1997 : Hollywood Safari : Troy
- 1997 : Nowhere : Egg and Ducky's Dad
- 1999 : Dix Bonnes Raisons de te larguer : Mr Chapin
- 2000 : 3 Strikes : District Attorney
- 2000 : Behind the Seams : Milos Breneschov
- 2001 : Downward Angel : Charles
- 2004 : Mais où est passé Elvis ? (Elvis Has Left the Building) : Hole-in-the-Head Elvis
- 2005 : Welcome to September : Elliott Faydo
- 2013 : Dancing on a Dry Salt Lake : Benny

### Courts-métrages
- 1998 : Right Hand Woman
- 2002 : A Package for Me
- 2012 : Sperm Donor

### Télévision

#### Séries télévisées
- 1982 : Crisis Counselor
- 1983 : Falcon Crest : Waiter
- 1986 : Equalizer : Man in Restaurant
- 1986 : Hooker : Ben Fairly
- 1986-1987 : Mr. Gun : Guard Chester / Officer Jackson
- 1987 : 227 : Perry
- 1987 : ALF : Brandon Tartikoff / Nick 'Nicky' ('The Fish') Mintz
- 1987 : Super Password : Lui-même - Celebrity Contestant
- 1987 : The Wil Shriner Show : Lui-même
- 1987-1992 : Les Craquantes : Charley Dietz / Oliver
- 1988 : Mariés, deux enfants : Bink Winkleman
- 1988-1995 : La Maison en folie : Charley Dietz
- 1989 : It's a Living : Customer
- 1989 : The Arsenio Hall Show : Lui-même
- 1989 : The Pat Sajak Show : Lui-même
- 1991 : 1st & Ten: The Championship : Lenny Salvino
- 1991 : Dinosaures : Mr. Teddy Wolfe
- 1991 : The Chuck Woolery Show : Lui-même
- 1992 : Live with Kelly and Ryan : Lui-même - Invité
- 1992 : One on One with John Tesh : Lui-même
- 1992 : Petite fleur : Lui-même
- 1992-1993 : Nurses : Charley Dietz
- 1993 : Intimate Portrait : Lui-même
- 1993 : Vicki! : Lui-même
- 1994 : L'Homme à la Rolls : Stormy Gilliss
- 1994 : Maury : Lui-même
- 1995 : Loïs et Clark : Les Nouvelles Aventures de Superman : Spencer Spencer
- 1995 : New York Daze
- 1996 : Hudson Street : Nick Adams
- 1996 : Le Rebelle : Derek Devlin / Mr. Success
- 1997 : Caroline in the City : Fred
- 1997 : Expériences interdites : William Tilbrook
- 1997 : Les Anges du bonheur : Councilman Hinkley
- 1997 : Les Frères Wayans : Bud Masada
- 1997 : Pepper Ann : Sergeant Gene Fagan
- 1999 : Action : David Leisure
- 1999 : Chérie, j'ai rétréci les gosses : Trace Cagney
- 1999 : Diagnostic : Meurtre : Lenny Rosen
- 1999 : For Your Love : Dean's Boss
- 1999 : La Cour de récré : Guy McMahon
- 1999 : The Parent 'Hood : Chip Barker
- 1999 : The Wonderful World of Disney : Pal Acres
- 1999 : Timon et Pumbaa : Sal
- 2001 : The Test : Lui-même - Panelist
- 2001 : V.I.P. : DMV driving instructor
- 2002 : One on One : Frank
- 2002 : Power Rangers Wild Force : Bus Org
- 2002-2010 : Hôpital central : Rev Grace / Reverend Grace
- 2003 : Galaxie Lloyd
- 2003 : Sabrina, l'apprentie sorcière : Purser / Bob Bermuda
- 2009 : Les Feux de l'amour : Roger Wilkes
- 2009 : Whatever Happened To? : Lui-même
- 2009-2011 : Des jours et des vies : D.A. Charles Woods
- 2014 : Fame Game : Michael Nospine

#### Téléfilms
- 1982 : Wait Until Dark : Policeman
- 1987 : Touristes en délire : Andrew Selsky
- 1988 : Goddess of Love : Jimmy
- 1988 : Perfect People : Derek
- 1990 : Mother Goose Rock 'n' Rhyme : Newscaster / Game Show Présentateur
- 1994 : Hart to Hart: Old Friends Never Die : Costumed Invité in Kitchen
- 1997 : Gangster World : Dr. Greenstreet
- 1999 : The Greatest Commercials of All Time : Lui-même
- 2003 : Le Chien fantôme : Dr. Vaughn
- 2005 : The Rev : Delbert Armstrong
- 2015 : Mon meilleur ennemi : Byron